# Karate (dokumentarfilm)
Karate er en dansk dokumentarfilm fra 1983 instrueret af Claus Alfred Jørgensen.

## Handling
En film om karate.